# Leptopsis
Leptopsis is een geslacht van rechtvleugeligen uit de familie krekels (Gryllidae). De wetenschappelijke naam van dit geslacht is voor het eerst geldig gepubliceerd in 1996 door Desutter-Grandcolas.

## Soorten
Het geslacht Leptopsis omvat de volgende soorten:
- Leptopsis chopardi Desutter-Grandcolas, 1992
- Leptopsis morona Gorochov, 2011
- Leptopsis ecuadori Gorochov, 2006
- Leptopsis nauta Desutter-Grandcolas, 1992
- Leptopsis saussurei Desutter-Grandcolas, 1992
- Leptopsis ucayali Gorochov, 2011
- Leptopsis zumun Desutter-Grandcolas, 1992